# World Championship of Online Poker 2005

Logo von PokerStars

Die World Championship of Online Poker 2005 war die vierte Austragung der Onlinepoker-Weltmeisterschaft und fand vom 4. bis 19. September 2005 auf der Plattform PokerStars statt.

## Turnierplan
| #  | Beginn        | Buy-in (in $) | Variante                          | Teilnehmer | Sieger       | Herkunft           | Preisgeld (in $) |
| -- | ------------- | ------------- | --------------------------------- | ---------- | ------------ | ------------------ | ---------------- |
| 1  | 4. Sep. 2005  | 0530          | No Limit Texas Hold’em            | 3062       | Snow Leopard | Vereinigte Staaten | 306.200          |
| 2  | 5. Sep. 2005  | 0215          | Pot Limit Omaha                   | 0973       | MR32         | Vereinigte Staaten | 102.422          |
| 3  | 6. Sep. 2005  | 0215          | No Limit Texas Hold’em Heads-Up   | 1024       | lmoneyBling  | Vereinigte Staaten | 035.720          |
| 4  | 7. Sep. 2005  | 0215          | Pot Limit Texas Hold’em           | 2345       | luckyfire4   | Vereinigte Staaten | 067.367          |
| 5  | 8. Sep. 2005  | 0215          | No Limit Texas Hold’em            | 2146       | genoa_st     | Vereinigte Staaten | 187.166          |
| 6  | 9. Sep. 2005  | 0215          | Limit Texas Hold’em               | 1781       | ActionJeff   | Vereinigte Staaten | 050.000          |
| 7  | 10. Sep. 2005 | 0520          | Pot Limit Texas Hold’em           | 1185       | kwil20       | Kanada             | 114.000          |
| 8  | 11. Sep. 2005 | 1050          | No Limit Texas Hold’em            | 1790       | VikingVI     | Vereinigte Staaten | 316.638          |
| 9  | 12. Sep. 2005 | 0320          | Seven Card Stud                   | 0622       | SUPERTYR     | Danemark           | 035.733          |
| 10 | 13. Sep. 2005 | 1050          | No Limit Texas Hold’em            | 0635       | Acey-Deucy   | Vereinigte Staaten | 150.026          |
| 11 | 14. Sep. 2005 | 0530          | Limit Omaha High/Low              | 0735       | musher       | Vereinigte Staaten | 081.289          |
| 12 | 15. Sep. 2005 | 0530          | Seven Card Stud High/Low          | 0529       | Bunsen       | Vereinigte Staaten | 066.125          |
| 13 | 16. Sep. 2005 | 0530          | Pot Limit Omaha                   | 0720       | spawng       | Kanada             | 066.787          |
| 14 | 17. Sep. 2005 | 1050          | Limit Texas Hold’em               | 0686       | DietDrPoker  | Vereinigte Staaten | 139.799          |
| 15 | 18. Sep. 2005 | 2600          | No Limit Texas Hold’em Main Event | 1494       | Panella86    | Vereinigte Staaten | 577.342          |